# Tibor Szamuely
Tibor Szamuely (27 décembre 1890 à Nyíregyháza - 2 août 1919 à Lichtenwörth en Autriche) était un révolutionnaire communiste hongrois qui joua un rôle important dans la République des conseils de Hongrie, en 1919.

## Biographie
Né dans une famille de commerçants juifs aisés, polyglotte, Tibor Szamuely devient journaliste social-démocrate après ses études. Mobilisé dans l'armée austro-hongroise avec le grade de lieutenant, il est fait prisonnier par les Russes en Galicie en 1915. Comme d'autres prisonniers de guerre austro-hongrois, tels Josip Broz Tito ou Béla Kun, il y est gagné au bolchévisme en 1917. Avec l'aide des communistes russes, Tibor Szamuely organise au printemps 1918 en Russie un bataillon international de gardes rouges issus des camps de prisonniers austro-hongrois. Avec ce bataillon, il contribue à la répression sanglante du soulèvement des socialistes-révolutionnaires de gauche à Moscou en juillet 1918. Les dirigeants soviétiques, voyant en lui un militant implacable, l'envoient ensuite avec Karl Radek assister au premier congrès des conseils ouvriers allemands à Berlin. Il est encore à Berlin au moment de l'insurrection spartakiste de janvier 1919. Il retourne ensuite à Budapest où l'Autriche-Hongrie vient de s'effondrer et où le Parti communiste de Hongrie est formé par Béla Kun en novembre 1918.
Les tensions sociales sont vives en Hongrie au début de 1919. Les manifestations ouvrières et communistes font monter la pression sur la République démocratique hongroise du comte Mihály Károlyi. Le 21 février, Béla Kun et d'autres dirigeants communistes sont arrêtés. Tibor Szamuely, resté en liberté, constitue ouvertement un second comité central, organise une armée ouvrière et menace de prendre des « mesures militaires » contre le gouvernement. Les sociaux-démocrates se détournent finalement de Mihály Karolyi pour constituer un gouvernement avec les dirigeants communistes jusque-là emprisonnés, gouvernement qui entre en fonction le 22 mars 1919. Les difficultés s'accumulent rapidement pour le nouveau régime, qui bénéficie d'un enthousiasme militant initial, mais perd rapidement son soutien populaire en raison de la terreur qu'il fait régner dans le pays. Tibor Szamuely en est l'un des principaux responsables en tant que « commissaire aux affaires militaires chargé de la répression des activités contre-révolutionnaires ». À ce titre, il fait abattre en masse à la mitrailleuse des moines et religieuses, divers autres membres du clergé, des paysans ou artisans qui refusent ses réquisitions et la collectivisation forcée de leurs moyens de subsistance, des enseignants ou fonctionnaires qui osent discuter ses mesures ou qui sont restés en fonction sous les administrations tchécoslovaque, franco-roumaine ou franco-serbe dans les zones reprises par l'Armée rouge hongroise ; les cadavres sont ensuite pendus à titre d'exemple. Des dissensions éclatent au sein du « Conseil des commissaires du peuple » : d'un côté les ministres sociaux-démocrates condamnent ces crimes, de l'autre Tibor Szamuely trouve Béla Kun trop tiède. Après avoir réprimé un soulèvement paysan dans l'ouest du pays, Szamuely est envoyé en juin au front comme commissaire politique en chef de l'armée rouge hongroise qui combat alors la coalition anticommuniste franco-roumano-serbo-tchéco-hongroise. Mais la résistance de l'armée rouge hongroise est vaine. Dans les dernières semaines du régime, les éléments radicaux tentent de prendre le contrôle, réclamant la mise de Szamuely à la direction du gouvernement et l'intensification de la politique de terreur, réclamant une « Saint-Barthélémy rouge ». Béla Kun échappe à une tentative de putsch, peut-être inspirée par Szamuely. À l'approche des armées de la coalition, Béla Kun et d'autres dirigeants communistes hongrois peuvent s'enfuir en Autriche. Tibor Szamuely est arrêté par les autorités autrichiennes et, selon les sources, se suicide ou est assassiné dans des circonstances non-éclaircies.